# Bridgetown
Pour les articles homonymes, voir Bridgetown (homonymie).
Bridgetown (/ brɪdʒtaʊn /) est la capitale et la plus grande ville de la Barbade. C'est une ville d'environ 97 000 habitants, autrefois dénommée Town of Saint Michael (« ville de Saint-Michel »). Elle fait partie de la paroisse de Saint-Michael et a été fondée en 1628 par des colons britanniques. De 1871 à 1885, elle a été la capitale des Îles-du-Vent britanniques.

## Géographie
Bridgetown, dont les coordonnées géographiques sont de 13,0947 de latitude nord et 59,6175 de longitude ouest, se situe sur la côte sud-ouest de la Barbade. Au sud-est de la ville s'ouvre la baie de Carlisle. L'ensemble urbain constitue la majeure partie de la paroisse de Saint Michael, dont la superficie globale est de 39 km2. La zone sur laquelle Bridgetown a été construite était autrefois marécageuse et a dû être drainée pour rendre la région constructible et habitable. Avant cette période, les Indiens avaient construit un pont, à l'emplacement de l'actuel quartier de Careenage, permettant de traverser le fleuve. Ce pont a longtemps porté le nom de Pont indien (Indian Bridge) et est à l'origine du nom actuel de la ville, Bridgetown (« ville du Pont »). La ville n'utilise pas de plan en damier à la différence d'autres villes coloniales.
Bridgetown est la plus grande ville de la Barbade mais elle est voisine d'autres agglomérations, comme Oistins (paroisse de Christ Church), Bathsheba (paroisse de Saint Joseph) et Speightstown (paroisse de Saint Peter). La ville martiniquaise de Fort-de-France se situe à environ 230 km au nord-ouest.
La ville est divisée en plusieurs quartiers de tailles différentes : Belleville, Cat's Castle, Cheapside, Fontabelle, Garden Land, New Orleans, Pinelands, Strathclyde, Weymouth et Whitepark.

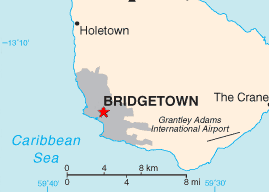
Carte de Bridgetown.

### Climat
Le climat de Bridgetown est qualifié de tropical et est caractéristique des tropiques. Il s'agit d'un climat chaud mais non aride où la température moyenne mensuelle ne descend pas en dessous de 18 °C (18 °C) tout au long de l'année, avec une saison sèche et une saison humide. Les tempêtes de vent (ouragans) n'y sont pas rares. L'histoire de Bridgetown est jalonnée de nombreux épisodes de ce genre : en octobre 1694, un ouragan conduit de nombreux bateaux à s'échouer en baie de Carlisle ; en 1731, l'épisode venteux est si violent qu'une zone de haut-fond au large de la ville est comblée en peu de temps par des rochers de plus d'un mètre vingt.
| Mois                              | jan. | fév. | mars | avril | mai | juin | jui. | août | sep. | oct. | nov. | déc. | année |
| --------------------------------- | ---- | ---- | ---- | ----- | --- | ---- | ---- | ---- | ---- | ---- | ---- | ---- | ----- |
| Température minimale moyenne (°C) | 21   | 21   | 21   | 22    | 23  | 23   | 23   | 23   | 23   | 23   | 23   | 22   | 22,3  |
| Température maximale moyenne (°C) | 28   | 28   | 29   | 30    | 31  | 31   | 30   | 31   | 31   | 30   | 29   | 28   | 29,7  |
| Précipitations (mm)               | 66   | 28   | 33   | 36    | 58  | 112  | 147  | 147  | 170  | 178  | 206  | 97   | 1 278 |

| Diagramme climatique                                  |        |        |        |        |         |         |         |         |         |         |        |
| J                                                     | F      | M      | A      | M      | J       | J       | A       | S       | O       | N       | D      |
| 282166                                                | 282128 | 292133 | 302236 | 312358 | 3123112 | 3023147 | 3123147 | 3123170 | 3023178 | 2923206 | 282297 |
| Moyennes : • Temp. maxi et mini °C • Précipitation mm |        |        |        |        |         |         |         |         |         |         |        |

## Histoire

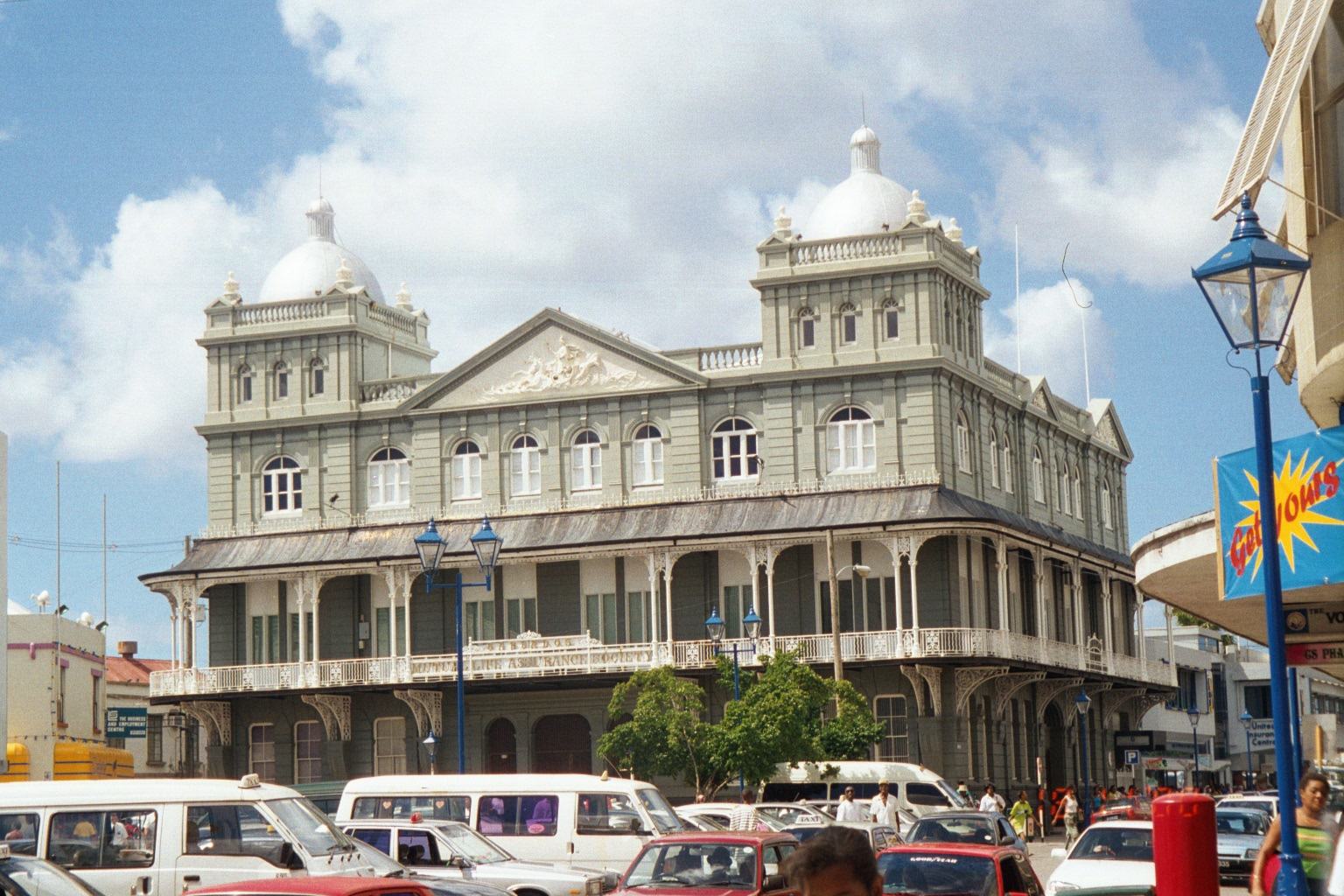
Le bâtiment de la Mutual Life Assurance Society sur Broad Street.

### Fondation de la ville
Après s'être établis à Jamestown, des colons anglais, sous la direction de Charles Wolverstone, s'installent en 1628 sur ce qui deviendra Bridgetown. Ils y contraignent des esclaves noirs venus d'Afrique (main-d'œuvre servile et gratuite) à travailler la terre et construire des maisons, après que le capitaine Powel ait acheté une dizaine d'esclaves pour fonder une nouvelle colonie. Des amérindiens sont soumis également au travail forcé. La terre est revendiquée par James Hay, comte de Carlisle, dessaisissant William Courteen à qui John Powell, découvreur de l'île quelques années plus tôt, l'avait cédé. Sous l'autorité de Hay, et sous celle du gouverneur Henry Hawley, entre en vigueur à la Barbade en 1636 le Décret de 1636 sur l'esclavage à vie, puis le Code des esclaves de la Barbade de 1661, un code de droit anglais réalisé dans le but de servir de base légale à l'esclavage dans les îles de la Barbade (Caraïbes).

## Population et société

### Répartition ethnique
Bridgetown compte une population d'un peu moins de 100 000 personnes dont 80 % sont d'origine africaine, 4 % sont des descendants d'immigrants venus de l'Empire britannique et d'autres pays d'Europe occidentale, 3 % sont des métis, et le reste sont des immigrants venus principalement d'Asie.

### Langue
La langue officielle du pays est l'anglais, mais presque toute la population parle un dialecte dérivé de l'anglais.

### Cultes
L'anglicanisme est pratiqué par environ 60 % des résidents de Bridgetown. Le deuxième groupe religieux le plus important sur l'île est l'Église adventiste du septième jour, aussi appelée « Église adventiste ». On trouve aussi des lieux voués au culte catholique et pentecôtiste. 4 % des habitants sont catholiques, 12 % perpétuent le culte des ancêtres. Hormis les tenants de l'athéisme, il existe dans la ville des bâtiments dédiés à divers cultes, comme le méthodisme ou le judaïsme. Enfin, d'autres groupes se côtoient à Bridgetown, comme les Témoins de Jéhovah (2 500 adeptes sur l'île entière) ou, en nombre moindre, les baptistes, les Frères moraves et des adeptes de l'Église de Jésus-Christ des saints des derniers jours.
La religion musulmane tient aussi une place conséquente à Bridgetown. Elle est essentiellement observée par les descendants de familles immigrantes venues du Gujarat (Inde). Le nombre de personnes pratiquant l'Islam est en progression.

## Économie

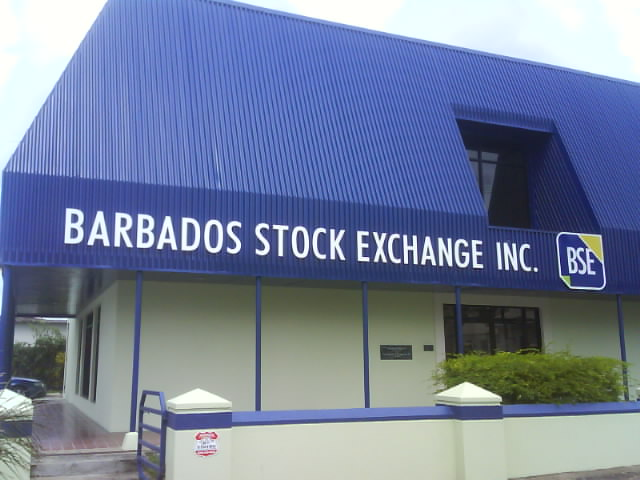
Le Barbados Stock Exchange.

Bridgetown est une destination touristique majeure des Caraïbes et un important centre financier et de congrès.

## Éducation
Une subdivision de l'Université des Indes occidentales est présente à Bridgetown.

## Transports

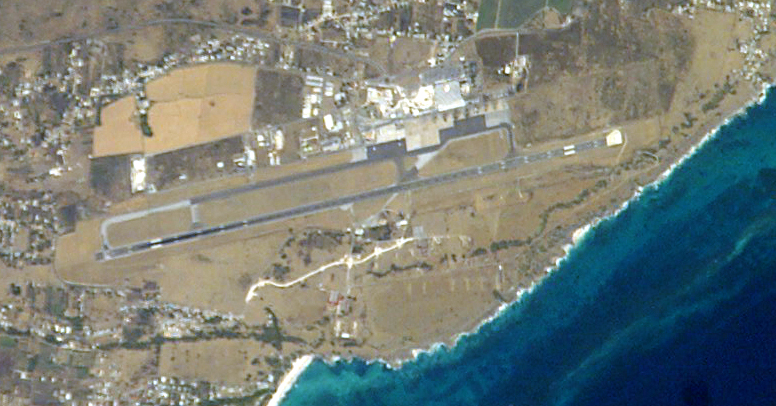
L'aéroport international Grantley-Adams.

### Desserte aérienne
Bridgetown possède un aéroport international, l'aéroport international Grantley-Adams, situé à Seawell dans la paroisse de Christ-Church à 16 kilomètres au sud-est de la ville. Il est dénommé en hommage à l'homme politique Grantley Herbert Adams. Ses codes AITA et OACI sont respectivement BGI et TBPB. La compagnie aérienne REDjet y est basée.

### Liaisons maritimes

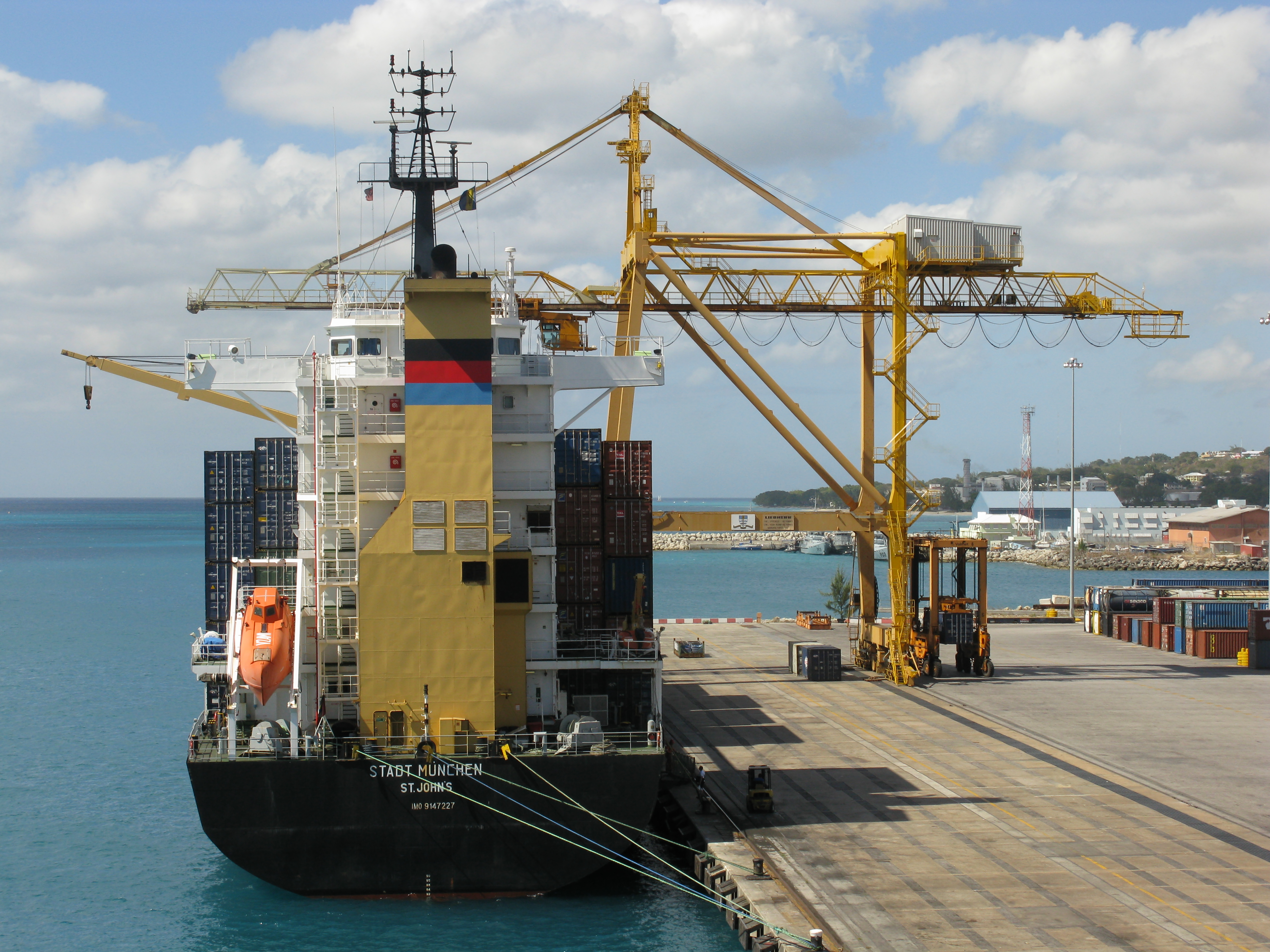
Le porte-conteneurs Stadt München, devenu le Munich Trader, amarré au port de Bridgetown, la Barbade.

Le port de Bridgetown (en), le plus important du pays, se trouve sur la côte sud-ouest de l'île et accueille de nombreux navires de croisière. Les principales denrées exportées de l’île et transitant par le port sont le sucre, le rhum et la mélasse.

## Culture et patrimoine

### Patrimoine culturel
Bridgetown concentre les monuments et sites architecturaux les plus intéressants de la Barbade. Les plus importants sont la cathédrale anglicane Saint-Michel-et-Tous-les-Anges datant du XVIIIe siècle, la cathédrale catholique Saint-Patrick datant du XIXe siècle, les Bâtiments du Parlement, Trafalgar Square où trône la statue de l'amiral Nelson, basée sur celle de Londres, la garnison coloniale, le stade Garrison Savannah qui accueille les matches internationaux de cricket et le Parc royal. Le musée historique, fondé en 1933, présente d'intéressantes collections en géologie, histoire, arts décoratifs, ainsi que salles sur la flore et la faune marines.

### Patrimoine mondial
Le 25 juin 2011, le « centre historique de Bridgetown et sa garnison » ont été ajoutés en tant que site à la liste du patrimoine mondial de l'Organisation des Nations unies pour l'éducation, la science et la culture (UNESCO). Il s'agit d'un « exemple exceptionnel de l’architecture coloniale britannique » qui n'utilise pas le plan en damier des « villes coloniales créées par les Espagnols ou les Néerlandais ».

#### Administration
Il n'y a pas de maire à Bridgetown. Mais la City of Bridgetown est représentée au Parlement de la Barbade par un député. Depuis les élections générales du 21 février 2013, c'est Jeffrey Bostic du Barbados Labour Party qui est député de la City of Bridgetown.

#### La garnison
La garnison Sainte Anne de Bridgetown (en), plus communément appelée « La Garnison », est un petit quartier de Bridgetown. Cette zone historique est située à environ 2 miles au sud de la place des Héros et à l'ouest du quartier de Hastings et comprend de nombreux bâtiments historiques, comme les casernes et le fort Sainte-Anne à l'ouest. Le quartier est coupé en deux par la route no 7.
Aux XVIIIe et XIXe siècles, la garnison était la base et le siège du régiment britannique des Indes occidentales (en) à la Barbade. En 1751, le premier président des États-Unis, George Washington, a séjourné six semaines au district de Bush Hill dans une propriété actuellement appelée la « maison de George Washington ». Au milieu du XVIIIe siècle, de riches Barbadiens et les militaires ont instauré la tradition sportive des courses de chevaux sur le terrain de parade, devenu l'hippodrome Savannah (en), un des sites emblématiques de la garnison.
Le 30 novembre 1966, la zone historique de la garnison fut le lieu choisi pour la cérémonie du dernier baissé du drapeau du Royaume-Uni et le premier levé du pavillon de la Barbade, marquant ainsi l'indépendance de la Barbade vis-à-vis du Royaume-Uni.

### Personnalités liées à Bridgetown
- Jackie Opel (né en 1938 à Bridgetown et mort en 1970) est un chanteur de ska, de rocksteady et de spouge jamaïcain.
- Grandmaster Flash (né en 1958 à Bridgetown) est un musicien et un DJ américain.
- Malcolm Marshall (né en 1958 à Bridgetown et mort dans cette même ville en 1999), est un joueur de cricket barbadien, international au sein de l'équipe des Indes occidentales.
- Jon Nurse (né en 1981 à Bridgetown) est un joueur de football.
- Robyn Kharel (né en 1984 à Bridgetown) est un chanteur auteur-interprète.
- Ryan Brathwaite (né en 1988 à Bridgetown) est un athlète qui fut champion du monde du 110 mètres haies en 2009.
- Kamau Brathwaite (né en 1930 à Bridgetown) est un écrivain et historien considéré comme l'une des figures majeures de la littérature caribéenne en langue anglaise.
- Rihanna, a grandi à Bridgetown.

### Jumelages
La ville de Bridgetown est jumelée avec :
- Bridgetown (Canada)
- Wilmington (États-Unis)
- Hackney (Angleterre)
- Los Angeles, Montreal, South America